# Dejan Gerić
Dejan Gerić, slovenski nogometaš, * 3. maj 1988, Kranj.
Gerić je profesionalni nogometaš, ki igra na položaju vezista. Od leta 2024 je član avstrijskega kluba SG ASK/HSV Klagenfurt. Pred tem je igral za slovenske klube Interblock, Domžale, Olimpijo, Kamnik in Triglav Kranj, ciprski AEK Larnaca, srbski Radnik Surdulica ter avstrijska Gallizien in Bleiburg. Skupno je v prvi slovenski ligi odigral 104 tekme in dosegel štiri gole. Z Interblockom je dvakrat osvojil slovenski pokal, z Interblockom in Domžalami pa po enkrat tudi SuperPokal. Bil je tudi član slovenske reprezentance do 16, 17, 18, 19, 20 in 21 let. 